# Einscherung

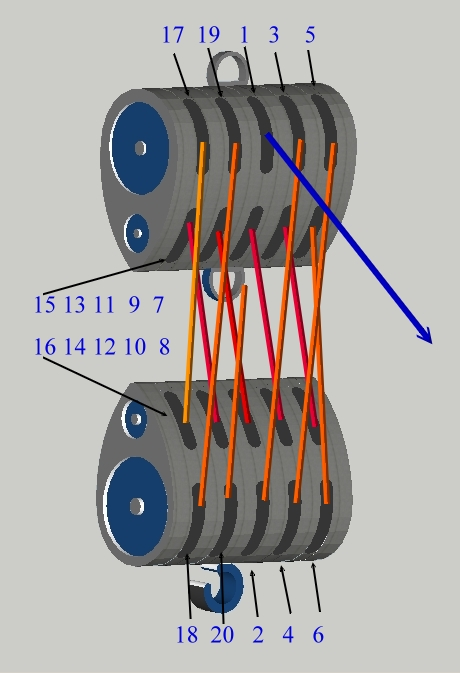
Reihenfolge der amerikanischen Einscherung bei 20 Rollen; ABoK #3259 (nur Vorderseite)

Mit Einscherung wird sowohl der Vorgang als auch die Art und Weise bezeichnet, ein Seil in Rollenblöcke einzufädeln – z. B. das Hubseil eines Kranes in die Rollen von Rollenkopf und Unterflasche.

## Europäische Einscherung
Bei der „europäischen Einscherung“ wird das Hubseil zuerst über eine Rolle ganz rechts (oder links) außen über den Rollenkopf geführt. Danach wird das Seil immer in die jeweils nächste Rolle nach links (bzw. rechts) eingeschert.

## Amerikanische Einscherung
Bei der „amerikanischen Einscherung“ dagegen wird das Hubseil in der Mitte des Rollenpaketes zugeführt. Danach wird das Seil zunächst in eine Richtung eingeschert (z. B. nach rechts), wobei sowohl im Rollenkopf als auch in der Hakenflasche immer eine Rolle übersprungen wird. Am Ende angelangt, wird das Seil einmal in Form einer 8 zwischen Haken und Rollenkopf eingeschert und danach in den noch freien Rollen zurück bis zur Mitte geführt. Von dort aus wird die Prozedur spiegelverkehrt in die andere Richtung fortgesetzt, bis das Seil schließlich wieder in der Mitte angelangt ist und auch dort befestigt wird.
Der Vorteil dieser Einscherung liegt darin, dass die Rollen gleichmäßiger abgenutzt werden und das Seilpaket eine geringere Tendenz hat, sich in sich selbst zu verdrillen.

## Musterbeispiele

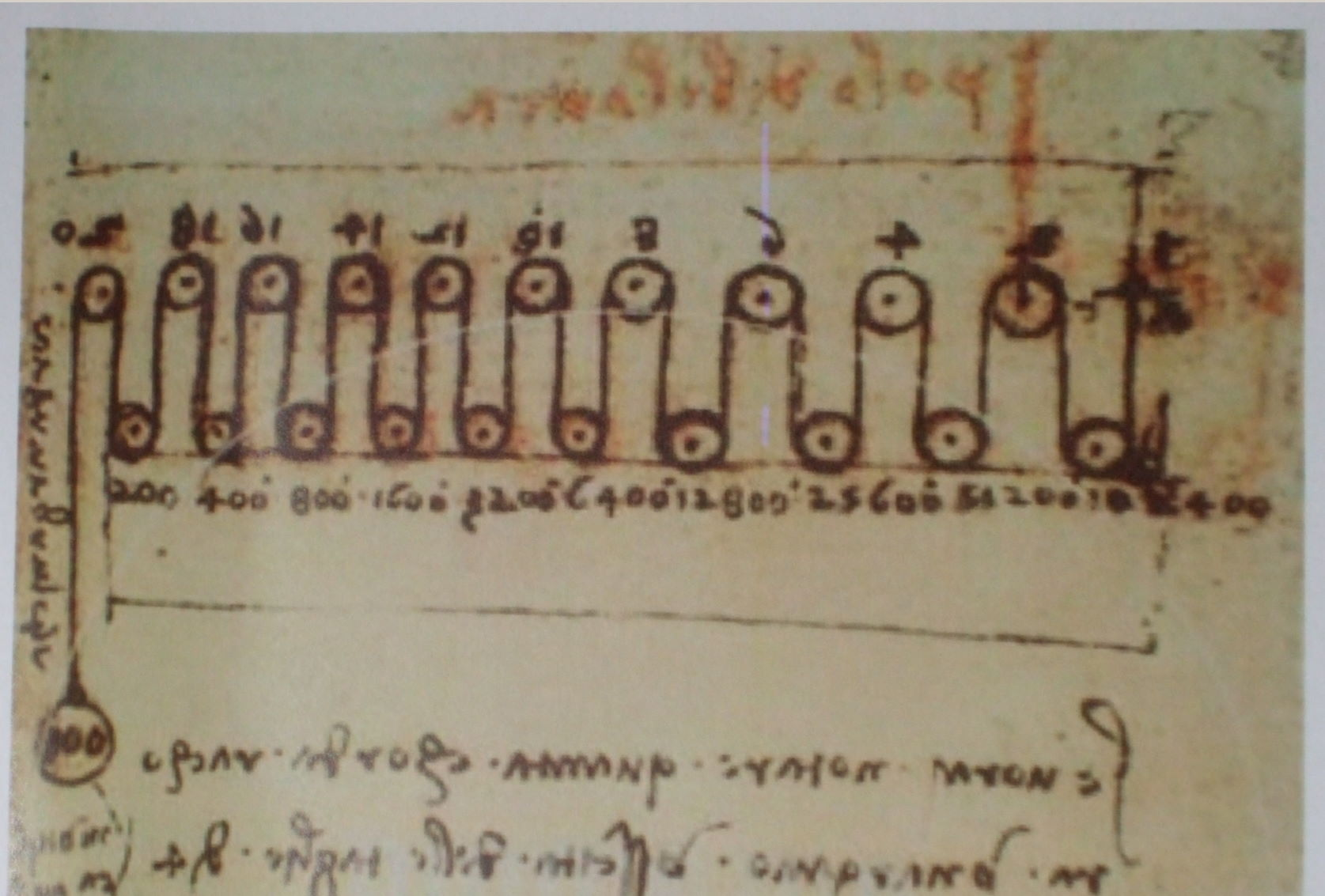
Leonardos Zeichnung als Ursprung mit 20 Rollen nebeneinander
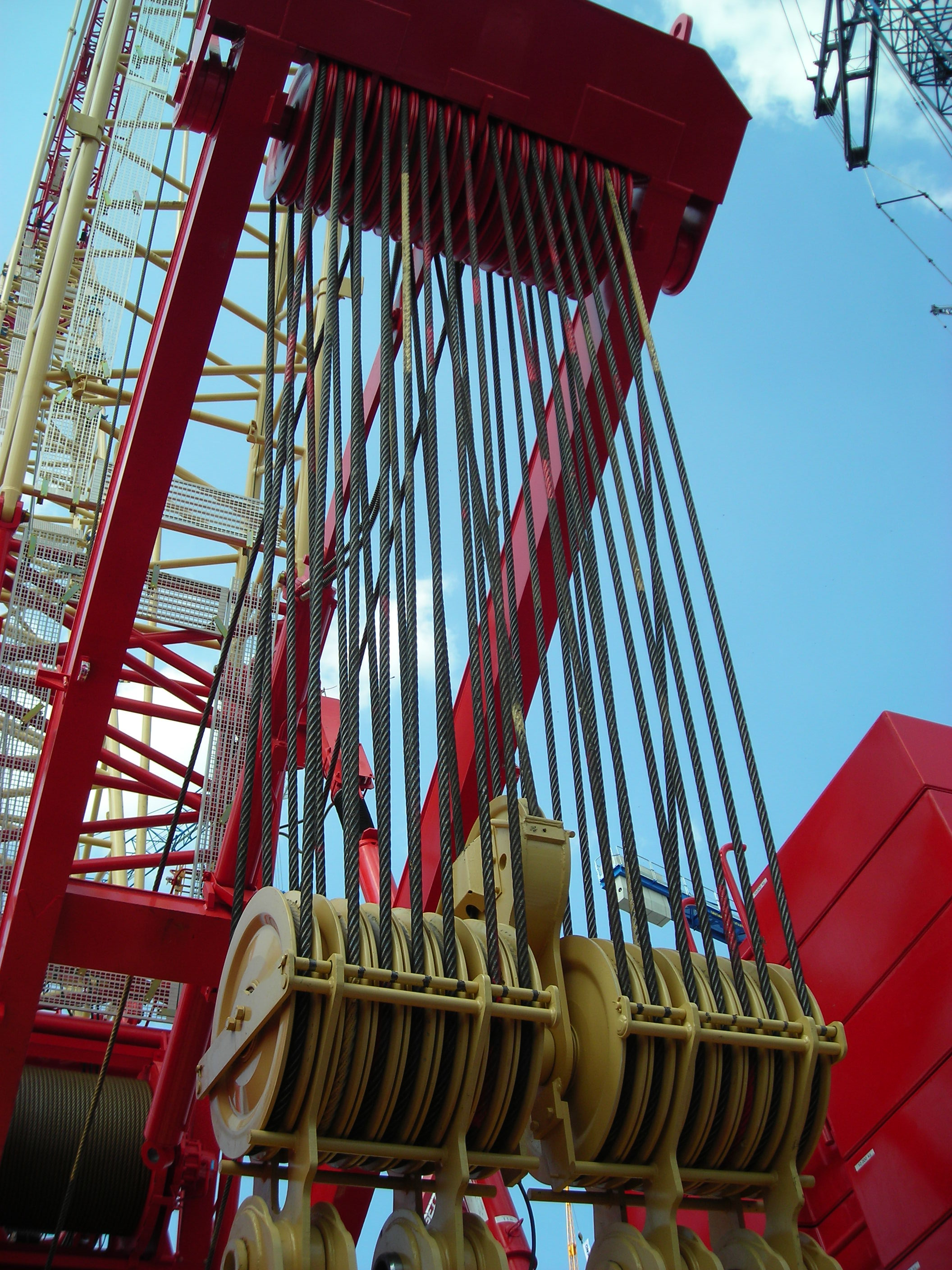
Im Vergleich die moderne Auslegung mit 31 Rollen (16 oben, 14 unten, 1 Rolle mittig im unteren Block) gezogen mit 2 Zugseilen (im Hintergrund)
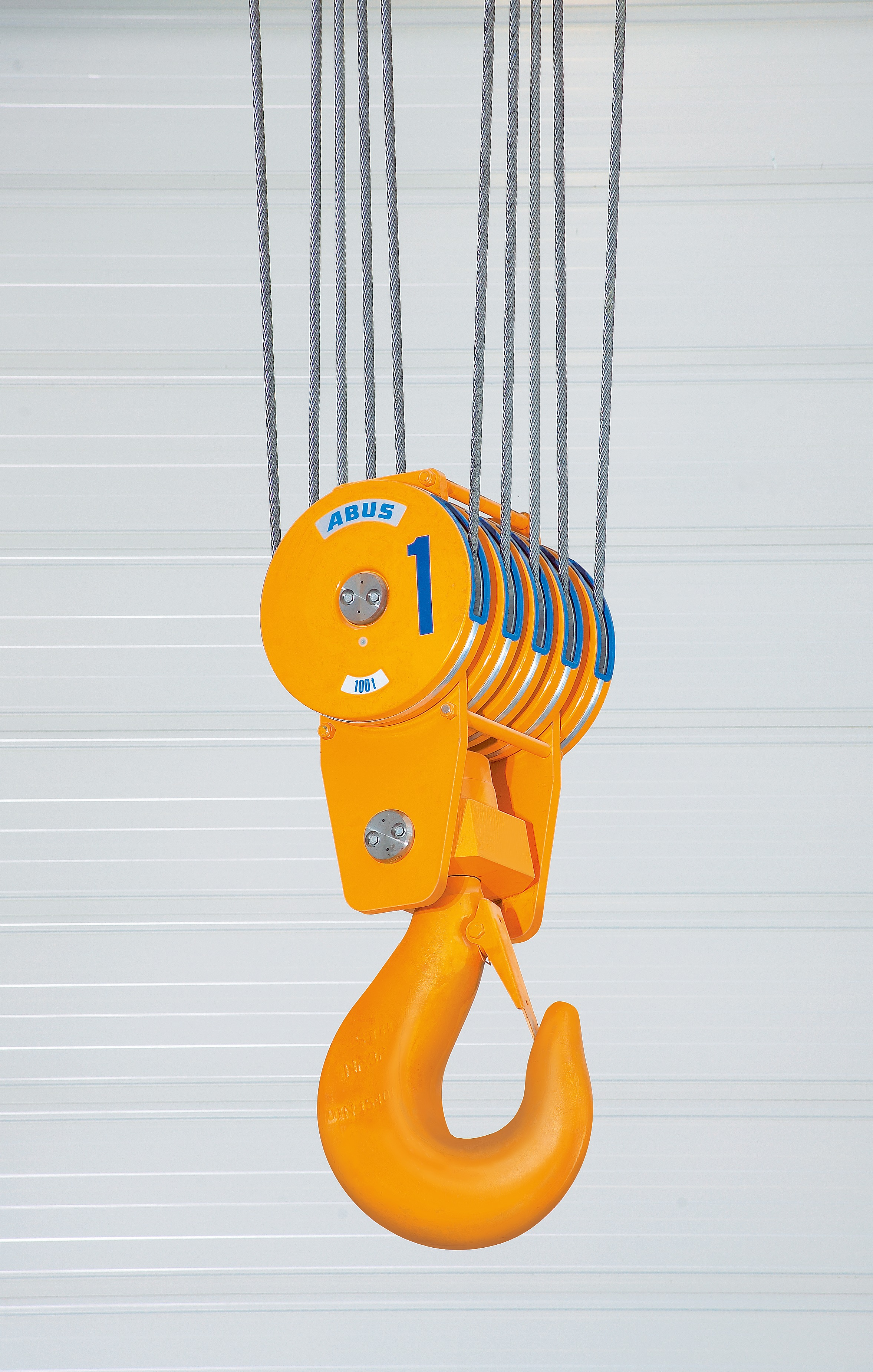
Unterflasche eines Brückenkrans mit fünf Seilrollen

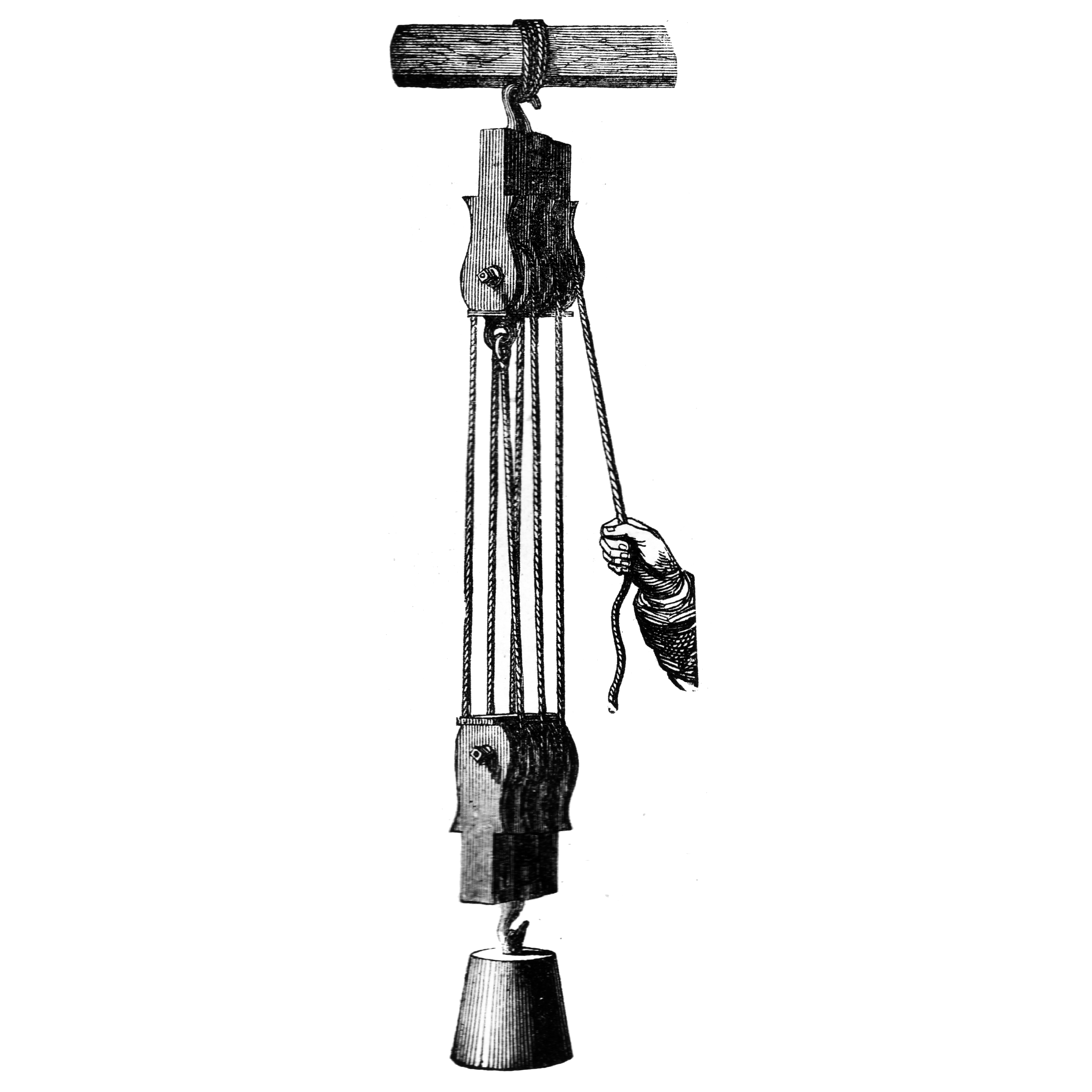
Parallele Einscherung von rechts nach links
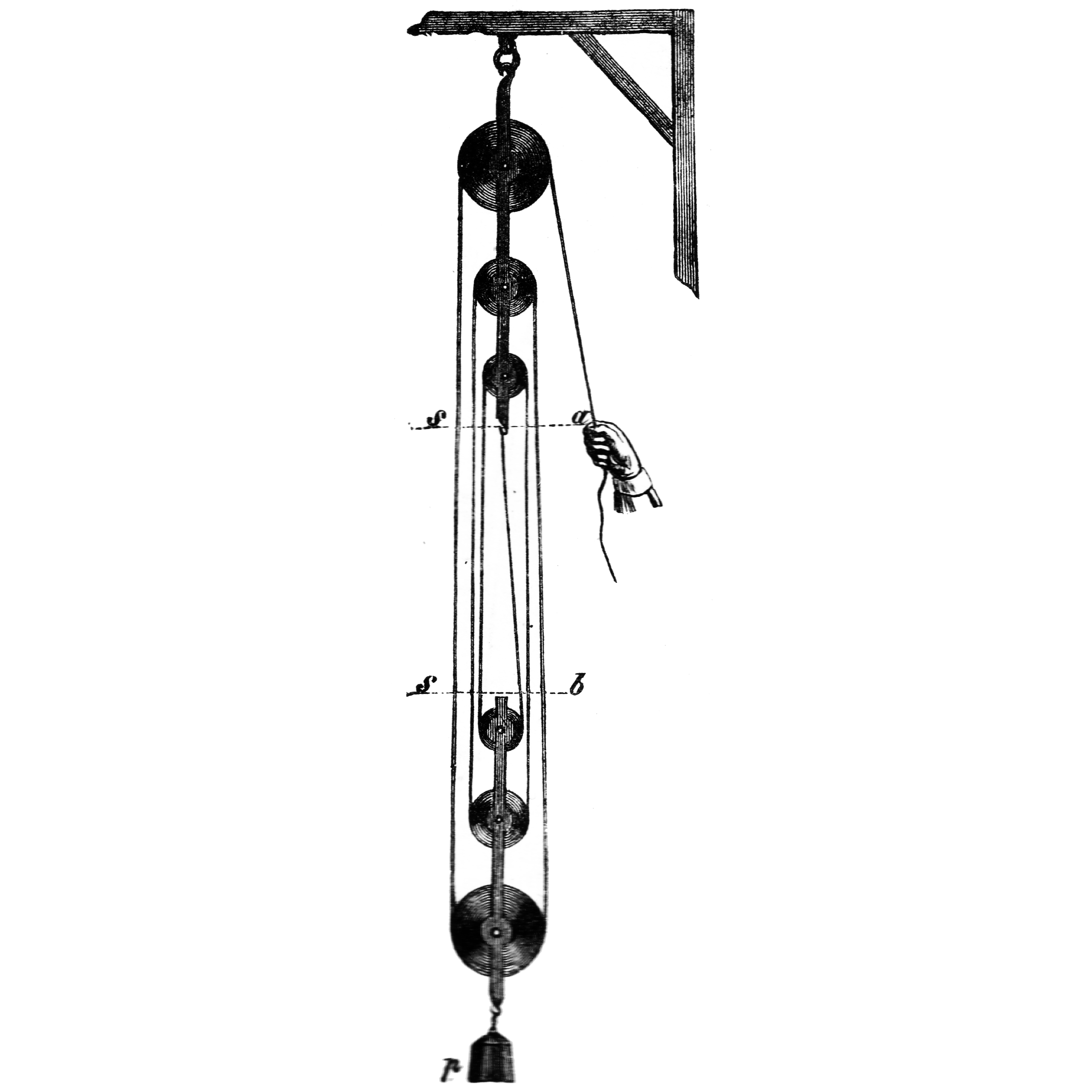
Übereinander geführte Einscherung von oben nach unten
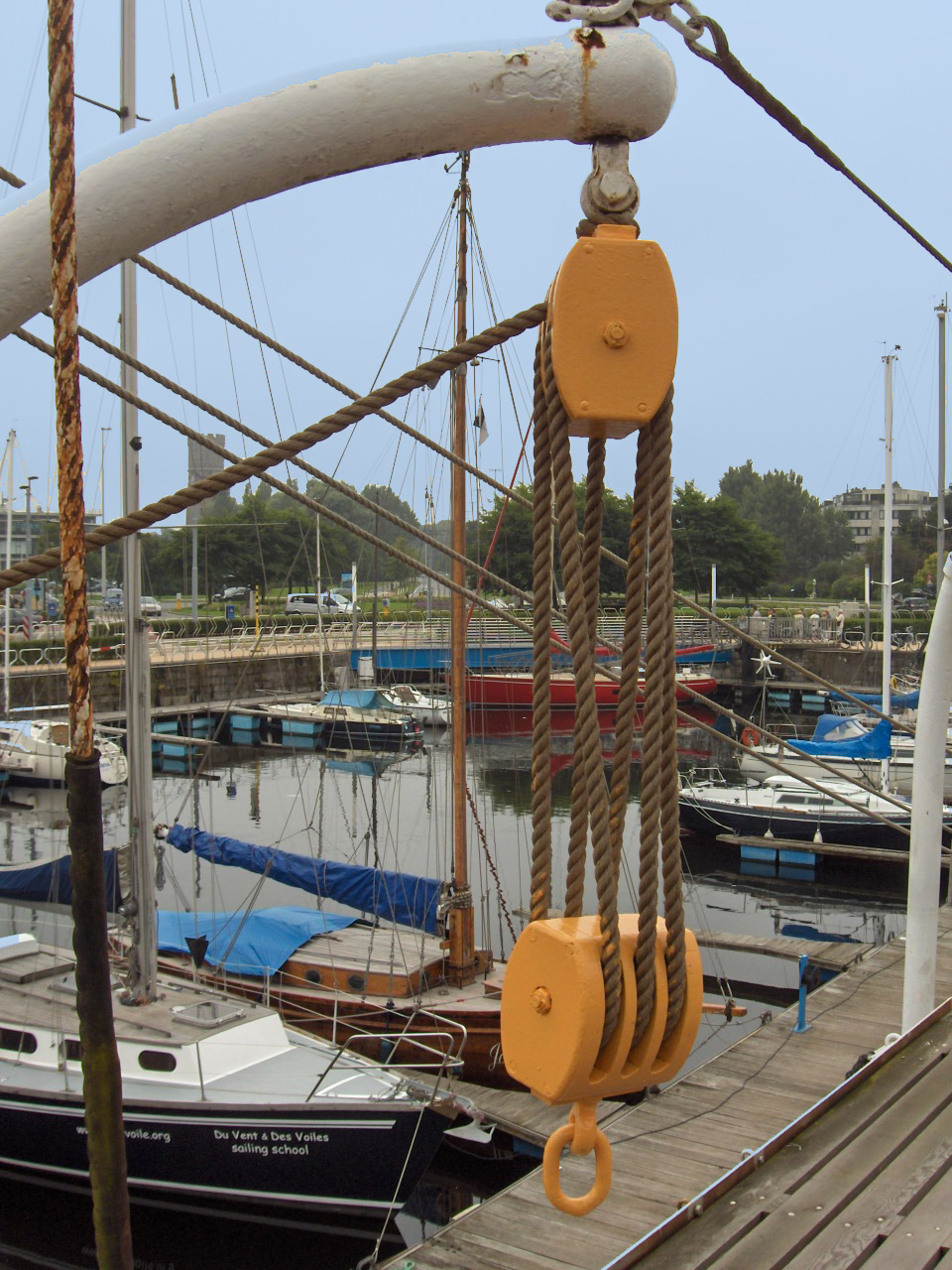
Einscherung nach ABoK #3254
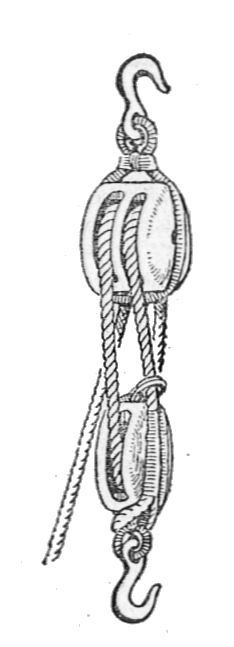
Befestigung des Endes unter der Rolle